# Campoplex tortricidis
Campoplex tortricidis là một loài tò vò trong họ Ichneumonidae.